# The Tenth Planet
The Tenth Planet ist der 29. Handlungsstrang der britischen Science-Fiction-Fernsehserie Doctor Who. Er besteht aus 4 Episoden, die zwischen 8. Oktober 1966 und dem 29. Oktober 1966 ausgestrahlt wurden. Das Serial beinhaltet die erste Regeneration in der Geschichte von Doctor Who.

## Handlung
Mit seinen Begleitern, Polly und Ben, landet der Doktor mithilfe der TARDIS im Jahr 1986 nahe einer wissenschaftlichen Basis am Südpol. Die Basis untersucht die Mission des Zeus IV Raumschiffes innerhalb der Erdatmosphäre. Aufgrund merkwürdiger Anzeigen auf den wissenschaftlichen Instrumenten stellt das Basisteam fest, dass sie einen neuen Planeten in der Nähe der Erde entdeckt haben müssen. Bei dem Planeten handelt es sich um Mondas, der vor Millionen von Jahren zusammen mit der Erde als Schwesternplanet um die Sonne kreiste, bevor er in die Tiefen des Weltall abgedriftet ist.
Während ein Team von Wissenschaftlern und der Doktor daran arbeiten, das Zeus IV Raumschiff sicher am Südpol landen zu lassen, verschaffen sich die Mondasianer Zutritt zur Basis und können die Wissenschaftler mühelos überwältigen. Polly und weitere Wissenschaftler bitten die Mondasianer, Mitleid zu zeigen, damit das Team wenigstens die Mannschaft des Raumschiffs vor einem Absturz am Südpol bewahren kann, doch die Eindringlinge zeigen sich uninteressiert, da sie als Cybermen so etwas wie „Mitleid“ nicht kennen. Ohne die Wärme einer Sonne brach auf Mondas in der Vergangenheit eine immerwährende Eiszeit aus, die ihre Bewohner dazu zwang, sich nach und nach dem gewandelten Klima des Planeten anzupassen und immer mehr Organe und Körperteile durch anorganische Komponenten auszutauschen. Das ging so weit, dass die Mondasianer Gefühle, Emotionen und Schmerz ebenfalls nicht mehr verspürten und als eine Schwäche ansahen.
Der Planet Mondas absorbiert langsam die Energie der Erde, bis diese schlussendlich zerstört werden würde, doch Krang, der Anführer der Cybermen, verspricht, dass er die Menschheit mit nach Mondas nehmen würde um diese in Cybermen zu verwandeln. Ben möchte davon jedoch nichts wissen und schafft es kurzzeitig, die Cybermen zu überrumpeln, wodurch das Team die Mannschaft der Zeus IV retten kann, doch der Sieg ist nur von kurzer Dauer, denn die Cybermen können wieder die Überhand über das Team gewinnen.
Zur selben Zeit wirkt der Doktor immer schwächer und kann sich nur noch schwer auf den Beinen halten, was es den Cybermen erleichtert, ihn und Polly als Geiseln zu nehmen. Ben kann aber mit Hilfe des Strahlenreaktors der Station eine wirksame Waffe gegen die Cybermen verschaffen und es gelingt, diese in Schach zu halten. Unerwartet absorbiert der Planet Mondas zu viel Energie von der Erde und explodiert, woraufhin alle Cybermen auf der Station plötzlich aufhören zu funktionieren. Zurück in der TARDIS fällt der Doktor zu Boden und Ben und Polly können nur verblüfft zusehen, wie sich sein Gesicht langsam in das eines anderen Mannes verwandelt.

## Produktion
Das Serial verwendet eine für dieses extra erstellte Titelsequenz, welche laut Designer Bernard Lodge die Druckausgabe eines Computers darstellen soll. William Hartnell taucht in der dritten Folgen des Serials nicht auf, da er aufgrund seiner Krankheit nicht fähig war den Dreh zu überstehen. Gerry Davis musste daraufhin das Drehbuch umschreiben, damit die Abwesenheit des Doktors erklärt wurde und sämtliche Texte die der Doktor sprechen sollte, wurden anderen Figuren zugeschrieben. Ursprünglich war Episode 4 des Serials ohne eine Regeneration des Doktors geschrieben.

## Verschollene Episode
Episode 4 des Serials ist verschollen. Sie ist eine der heißbegehrtetsten verschollenen Folgen der Serie, vor allem weil am Ende der Folge die Regeneration des ersten Doktors (William Hartnell) in den zweiten (Patrick Troughton) zu sehen ist. Der entsprechende Clip der Regeneration blieb über die Jahre jedoch erhalten, da dieser 1973 im Kinderprogramm Blue Peter gezeigt wurde und innerhalb dieser Serie archiviert wurde.
2013 wurde die Episode durch Studio 55 für eine DVD-Veröffentlichung in England und Amerika mithilfe von Tricktechnik animiert.

## Einschaltquoten
1. The Tenth Planet – Episode 1 – 5,5 Millionen Zuschauer
2. The Tenth Planet – Episode 2 – 6,4 Millionen Zuschauer
3. The Tenth Planet – Episode 3 – 7,6 Millionen Zuschauer
4. The Tenth Planet – Episode 4 – 7,5 Millionen Zuschauer

## Darsteller
- Doktor – William Hartnell
- Doktor – Patrick Troughton (unaufgeführt)
- Polly – Anneke Wills
- Ben Jackson – Michael Craze
- General Cutler – Robert Beatty
- Barclay – David Dodimead
- Dyson – Dudley Jones
- Schultz – Alan White
- Williams – Earl Cameron
- Terry Cutler – Callen Angelo
- Sergeant – John Brandon
- Tito – Shane Shelton
- Wigner – Steve Plytas
- Radar Technician – Christopher Matthews
- Geneva Technician – Ellen Cullen
- R/T Technician – Christopher Dunham
- TV Announcer – Glenn Beck
- Cybermen Stimmen – Roy Skelton und Peter Hawkins
- Cybermen – Harry Brooks, Reg Whitehead und Gregg Palmer

## Veröffentlichung
Das Serial wurde erstmals im Jahr 2000 auf Video veröffentlicht, Episode 4 wurde hierbei mithilfe von Fotos vom Dreh so gut es ging an die vorhandene Tonspur nachempfunden. Das Video konnte man nur als Teil des Doctor Who: The Cybermen Box Set zusammen mit dem Serial Angriff der Kybermänner erwerben. Am 14. Oktober 2013 erschien das Serial in England auf DVD, Episode 4 wurde hierbei von Studio 55 in Form einer Zeichentrickfassung mit der existierenden Tonspur nachproduziert.

## Vorgeschichte und Fortsetzung
- Im Juli 2002 erschien unter dem Titel Spare Parts die Entstehungsgeschichte der Cybermen; darin landen der fünfte Doktor und seine Begleiterin Nyssa auf dem Eisplaneten Mondas, der der Erde zum Verwechseln ähnelt.
- Im Serial Angriff der Kybermänner aus der 22. Staffel der Serie, versuchen die Cybermen in der Zeit zurück zu reisen um die Vernichtung Mondas zu verhindern und müssen sich dabei dem sechsten Doktor und seiner Begleiterin Peri entgegenstellen.
- Das Ende der vierten Episode wurde 2017 aufgegriffen, um den ersten Doktor in den Episoden Der Doktor fällt und Aus der Zeit gefallen ein Abenteuer mit dem 12. Doktor erleben zu lassen. Der 1. Doktor wird hierbei von David Bradley gespielt, der Hartnell bereits 2013 im Dokudrama Ein Abenteuer in Raum und Zeit spielte.